# Йосіда Юка
Юка Канеко  (до шлюбу Юка Йосіда, яп. 吉田友佳, нар. 1 квітня 1976 р.) — колишня професійна тенісистка з Японії.
У своїй кар'єрі вона виграла три титули в парному розряді на турнірі WTA: 1995 р. у Токіо, 1996 р. у Паттаї та 2005 р. у Мемфісі.
Також Канеко виграла п’ять одиночних та сім парних титулів на ITF Circuit.
Її найкращий виступ на Великому шоломі відбувся у 1998 році, коли вона вийшла у чвертьфінал парного турніру US Open.

## Фінали кар’єри WTA
| Легенда         | Одиночний | Парний |
| --------------- | --------- | ------ |
| Великого шолома | 0–0       | 0–0    |
| Рівень I        | 0–0       | 0–0    |
| Рівень II       | 0–0       | 0–0    |
| III рівень      | 0–0       | 2–1    |
| Рівень IV & V   | 0–1       | 1–1    |

### Одиночний розряд: 1 (поразка)
| Результат | №  | Дата             | Турнір                  | Поверхня | Противник      | Рахунок  |
| --------- | -- | ---------------- | ----------------------- | -------- | -------------- | -------- |
| Поразка   | 1. | 21 квітня 1997 р | Danamon Open, Індонезія | Глина    | Наоко Савамацу | 3–6, 2–6 |

### Парний розряд: 5 (3 перемоги, 2 поразки)
| Результат | №  | Дата                | Турнір                            | Поверхня | Партнерка       | Суперниці                      | Рахунок       |
| --------- | -- | ------------------- | --------------------------------- | -------- | --------------- | ------------------------------ | ------------- |
| Перемога  | 1. | 10 квітня 1995 року | Відкритий чемпіонат Японії, Токіо | Хард     | Міхо Саекі      | Кіоко Нагацука Ай Сугіяма      | 6–7, 6–4, 7–6 |
| Перемога  | 2. | 18 листопада 1996 р | Відкритий Паттая, Таїланд         | Хард     | Міхо Саекі      | Тіна Крижан Нана Міягі         | 6–2, 6–3      |
| Поразка   | 3. | 21 квітня 1997 р    | Danamon Open, Індонезія           | Хард     | Ленка Немечкова | Керрі-Енн Гузе Крістін Редфорд | 4–6, 7–5, 5–7 |
| Поразка   | 4. | 8 листопада 1999 р  | Куала-Лумпур, Малайзія            | Глина    | Ріка Хіракі     | Єлена Костанич Тіна Писник     | 6–3, 2–6, 4–6 |
| Перемога  | 5. | 14 лютого 2005 року | Мемфіс в приміщенні, США          | Хард (i) | Міхо Саекі      | Лора Гренвіль Абігейл Спірс    | 6–3, 6–4      |

## Фінал ITF Circuit
| Турніри $100 000 |
| Турніри $75 000  |
| Турніри $50 000  |
| Турніри $25 000  |
| Турніри $10 000  |

### Одиночний розряд: 10 (5–5)
| Результат  | №   | Дата                | Турнір                 | Поверхня | Суперниця         | Рахунок       |
| ---------- | --- | ------------------- | ---------------------- | -------- | ----------------- | ------------- |
| Переможець | 1.  | 10 жовтня 1993 року | ITF Ібаракі, Японія    | Хард (i) | Ліза Макші        | 3–6, 6–2, 7–5 |
| Поразка    | 2.  | 15 березня 1996 р   | ITF Рокфорд, США       | Хард     | Анна Курникова    | 1–6, 4–6      |
| Поразка    | 3.  | 20 лютого 2000 р    | ITF Мідленд, США       | Хард     | Ніколь Пратт      | 4–6, 3–6      |
| Поразка    | 4.  | 24 вересня 2000 р   | ITF Кіркленд, США      | Хард     | Брі Ріппнер       | 3–6, 2–6      |
| Переможець | 5.  | 3 березня 2002 р    | ITF Бендіго, Австралія | Хард     | Сінді Вотсон      | 6–1, 7–6      |
| Поразка    | 6.  | 3 березня 2003 р    | ITF Бендіго            | Хард     | Рейчел МакКвіллан | 0–6, 2–6      |
| Переможець | 7.  | 20 квітня 2003 р    | ITF Хошимін, В'єтнам   | Хард     | Сіхо Хісамацу     | 6–3, 5–7, 6–2 |
| Переможець | 8.  | 19 жовтня 2003 року | ITF Хайбара, Японія    | Хард     | Сейко Окамото     | 6–1, 6–4      |
| Переможець | 9.  | 2 листопада 2003 р  | ITF Пекін, Китай       | Хард (i) | Се Яньцзе         | 6–1, 7–6 (2)  |
| Поразка    | 10. | 24 жовтня 2004 р    | ITF Хайбара, Японія    | Килим    | Айко Накамура     | 1–6, 4–6      |

### Парний розряд: 15 (7–8)
| Результат  | №   | Дата                | Турнір                   | Покриття | Партнерка        | Суперниці                              | Рахунок          |
| ---------- | --- | ------------------- | ------------------------ | -------- | ---------------- | -------------------------------------- | ---------------- |
| Поразка    | 1.  | 7 липня 1993 р.     | ITF Сеул, Південна Корея | Хард     | Такума Кадзуе    | Мімма Черновіта Іраваті Моеріт         | 5–7, 6–2, 3–6    |
| Переможець | 2.  | 5 липня 1993 р.     | ITF Лог'я, Фінляндія     | Глина    | Мотідзукі Хіроко | Стефанія Гомперц Аннемарія Міккерс     | 6–2, 6–7, 6–4    |
| Поразка    | 3.  | 7 березень 1994 р.  | ITF Оффенбах, Німеччина  | Килим    | Мотідзукі Хіроко | Сандра Вехтершаузер Петра Вінценхоллер | 6–7, 3–6         |
| Переможець | 4.  | 21 серпень 1994 р.  | ITF Феєтвіль, США        | Хард     | Суґіяма Ай       | Андреа Леанд Елені Россайдс            | 6–4, 7–5         |
| Поразка    | 5.  | 6 серпень 1995 р.   | ITF Остін, США           | Хард     | Наоко Кадзімута  | Шеннен Маккарті Джулі Стівен           | 4–6, 3–6         |
| Поразка    | 6.  | 21 березень 1999 р. | ITF Нода, Японія         | Хард     | Асагое Сінобу    | Чо Юн Джон Пак Сон Хі                  | 3–6, 3–6         |
| Поразка    | 7.  | 24 жовтень 1999 р.  | ITF Нашвілл, США         | Хард     | Сінобу Асагое    | Ніколь Арендт Каті Шлукебір            | 1–6, 6–7         |
| Переможець | 8.  | 3 квітня 2000 р.    | ITF Вест-Палм-Біч, США   | Глина    | Хіракі Ріка      | Еріка Делоун Ніколь Пратт              | 1–6, 6–0, 7–6(5) |
| Переможець | 9.  | 7 травня 2000 р.    | ITF Ґіфу, Японія         | Хард     | Сінобу Асагое    | Нанні де Вільєрс Суріна Де Беер        | 6–3, 6–1         |
| Поразка    | 10. | 8 липня 2001 р.     | Лос-Гатос, США           | Хард     | Рьоко Такемура   | Дон Бут Ванесса Вебб                   | 2–6, 6–7         |
| Поразка    | 11. | 30 червень 2002 р.  | ITF Едмонд, США          | Хард     | Сатомі Кінйо     | Лорен Кальварія Габріела Ластра        | 1–6, 4–6         |
| Поразка    | 12. | 7 липня 2002 р.     | ITF Лос-Гатос, США       | Хард     | Рьоко Такемура   | Терін Ешлі Ванесса Вебб                | 3–6, 4–6         |
| Переможець | 13. | 14 липня 2002 р.    | ITF Колледж-Парк, США    | Хард     | Міхо Саекі       | Терін Ешлі Дженніфер Расселл           | 7–5, 6–1         |
| Переможець | 14. | 20 жовтня 2002 р.   | ITF Хайбара, Японія      | Килим    | Ремі Тедзука     | Іноуе Харука Іноуе Майко               | 6–0, 6–2         |
| Переможець | 15. | 6 липня 2003 р.     | ITF Лос-Гатос, США       | Хард     | Хісамацу Сіхо    | Таннер Кокрен Шенай Перрі              | 6–4, 3–6, 6–2    |